# モンバサ・スルタン国

モンバサ・スルタン国 (1746年—1826年)はスワヒリ海岸に位置した国で、首都はモンバサだった。モンバサ・スルタン国はオマーンの支配が弱まったことで成立した。

## 歴史
1696年、モンバサはポルトガルに占領され、その後はオマーン・スルタン国に併合された。モンバサはオマーンからのワリ(知事)によって統治されていた。1720年代になると、オマーンは王位継承権争いへと突入して弱体化した。1728年にはポルトガルが勢力を取り戻したが、1729年、オマーンの強大化に伴って、モンバサ市は奴隷によって奪還された。
1742年以降のオマーンの再度の弱体化は、地元の世襲の首長、マズルイ・マグルブによる事実上の権力の簒奪を招くこととなった。1746年、急進派のアリー・イブン・ウスマン・アル＝マズルイがモンバサの独立を宣言し、スルタンの称号を得た。
その後、モンバサのスルタンらは、オマーン、ポルトガル、フランス、イギリスの間で渡り合った。オマーンの強大化に伴って、スルタン・スレイマン・イブン・アリー・アル・マズルイは、オマーンと良好な関係にあったイギリス東インド会社に救いを求めるようになる。1822年、モンバサ・スルタン国はペンバ島とザンジバル諸島の残部を失った。1824年、モンバサ・スルタン国はイギリスとの保護条約を承認した。しかし、これは1826年にオマーン軍がモンバサを占領し、スルタンを排除することを防げなかった。しかし、モンバサの支配者としての座を追われたスルタン・スレイマンは1837年まで闘争を続け、敗北を喫した。マズルイ家は全員、奴隷としてオマーンに送られた。

## 領土
モンバサ・スルタン国の領土は現在のケニア沿岸とザンジバル諸島を覆っていた。

## スルタンの一覧
- アリー・イブン・ウスマン（1746年-1755年）
- マスード・イブン・ナスル（1755年-1773年）
- アブドゥッラー・イブン・ムハンマド（1773年-1782年）
- アフマド・イブン・ムハンマド（1782年-1811年）
- アブドゥッラー・イブン・アフメド（1812年-1823年）
- スレイマン・イブン・アリー（1823年-1826年）

## 経済
モンバサ経済の基本は象牙と奴隷を中心とした仲介貿易であった。手工業や漁業は発達していた。